# در جستجوی دکتر سئوس
در جستجوی دکتر سئوس (به انگلیسی: In Search of Dr. Seuss) فیلمی کمدی و کمدی-درام است محصول سال ۱۹۹۴ به کارگردانی وینسنت پاترسون است. در این فیلم بازیگرانی همچون کتی ناجیمی، مت فروئر، کریستوفر لوید، آندره‌آ مارتین، دیوید پایمر، پاتریک استوارت، بیلی کریستال، آندره‌آ کروچ، رابین ویلیامز و آیلین برنان ایفای نقش کرده‌اند.